# Accord de San Nicolás

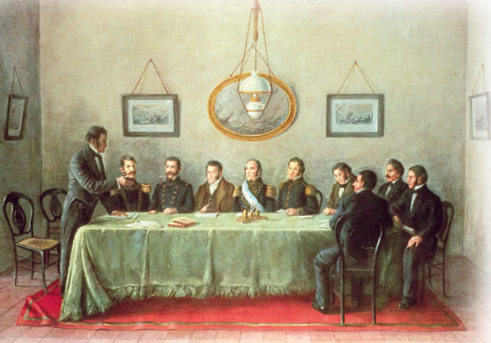
Peinture de l'Accord de San Nicolás.

L’accord de San Nicolás est un pacte signé le 31 mai 1852 (c'est-à-dire quelques semaines après la bataille de Caseros) et ratifié ensuite par treize provinces argentines, du nombre desquelles s’était elle-même exclue la province de Buenos Aires. 
Cet accord, qui comportait 19 articles, avait pour objectif d’asseoir les bases d’un État national argentin et servit de prémisse à la constitution de 1853, en tant que l’un des pactes préexistants mentionnés dans le Prologue de ladite constitution.
L’accord nommait Justo José de Urquiza Directeur provisoire de la Confédération argentine, stipulait le maintien en vigueur du Pacte fédéral de 1831, et prévoyait la tenue d’un Congrès général constituant dans la ville de Santa Fe.

## Antécédents
Le 6 avril 1852 fut signé le protocole de Palermo, à l’issue d’une rencontre entre Justo José de Urquiza, représentant d’Entre Ríos, de Vicente López y Planes, gouverneur suppléant de Buenos Aires désigné par Urquiza, Benjamín Virasoro, représentant de Corrientes, et de Manuel Leiva, de Santa Fe. Le protocole confiait à Urquiza les compétences en matière de relations extérieures de la République, en attendant que serait, après réunion du Congrès national, définitivement établi à qui incomberait de remplir cette charge. Deux jours après, le 8 avril, Urquiza convia les gouverneurs des provinces à une réunion qui se tiendrait le 20 mai à San Nicolás de los Arroyos, dans l’extrême nord de la province de Buenos Aires, afin d’y discuter de la future constitution argentine.
« L’excellentissime gouverneur et capitaine-général de la province d’Entre Ríos, le général en chef de l’armée alliée de Libération, le brigadier don Justo José de Urquiza, est habilité à diriger les relations extérieures de la République, aussi longtemps que le Congrès national réuni n’aura établi définitivement à qui incombera l’exercice de cette charge. »

## Délibérations et signature du pacte
Les pourparlers visant à définir les structures de base de l’État national argentin ne débutèrent que le 29 mai et débouchèrent sur l’accord de San Nicolás, signé le 31 mai 1852. Les représentants des différentes provinces signataires du pacte étaient :
- Justo José de Urquiza (province d’Entre Ríos), également pour la province de Catamarca ;
- Vicente López y Planes, (province de Buenos Aires) ;
- Benjamín Virasoro (province de Corrientes) ;
- Domingo Crespo (province de Santa Fe) ;
- Pedro Pascual Segura (province de Mendoza) ;
- Nazario Benavídez (province de San Juan) ;
- Pablo Lucero (province de San Luis) ;
- Manuel Taboada (province de Santiago del Estero) ;
- Celedonio Gutiérrez (province de Tucumán) ; et
- Manuel Vicente Bustos ( province de La Rioja).

Plus tard, les provinces de Salta, de Jujuy et de Córdoba signèrent également leur adhésion. La province de Buenos Aires ne figurera pas parmi les signataires de l’accord.

## Dispositions de l’accord
Plusieurs auteurs pensent que le texte définitif de l’accord était l’œuvre de Juan Gregorio Pujol, secrétaire d’Urquiza pour l’occasion. Le pacte consistait en 19 articles et un article additionnel.
L’article premier déclarait loi fondamentale de la République argentine le traité conclu le 4 janvier 1831, dit Pacte fédéral, et stipulait que le titulaire des Relations extérieures de la nation devait en observer les clauses et les mettre à exécution.
L’appel à la convocation d’un congrès général constituant, qui eût à se tenir au mois d’août suivant et où seraient élus les députés destinés à faire partie du congrès, était contenu dans les articles 4 et 5. Il était stipulé qu’en l’occurrence devaient être observées les régles arrêtées par la loi électorale applicable à l’élection des députés en vue des législatures provinciales. Toutes les provinces étaient déclarées égales en droits et le nombre de représentants serait de deux députés par province.
Dans les articles 6 et 7, il était convenu que le congrès sanctionnerait la constitution nationale à la majorité des suffrages, en ayant soin de placer les intérêts de la nation au-dessus de ceux des provinces.
L’article 8 déclarait que les députés ne pourraient pas être jugés en raison de leurs opinions, ni accusés pour quelque motif que ce soit, par aucune autorité, jusqu’à ce que fût sanctionnée la constitution, sans préjudice du droit pour les provinces de les rappeler et de les remplacer pour raison d’opportunité.
Aux termes de l’article 11, le congrès devait se tenir dans la ville de Santa Fe.
L’article 15 octroyait des compétences exécutives à Urquiza, le nommant Directeur provisoire de la Confédération argentine.
L’article additionnel enfin invitait les provinces non encore signataires à signer l’accord par l’intermédiaire du Directeur provisoire de la Confédération argentine.

## Le rejet par Buenos Aires
Le rejet de l’accord par Buenos Aires s’explique fondamentalement par les stipulations contenues dans les articles 5, 11, 15, 18 et 19. Buenos Aires n’admettait pas que les provinces eussent le même nombre de députés et que le congrès se tînt à Santa Fe, car sous de telles conditions les Portègnes n’eussent pas été en mesure d’y imposer leurs vues. En outre, Buenos Aires s’opposait à ce qu’un caudillo de l’intérieur, comme Urquiza, fût nommé Directeur provisoire de la Confédération argentine. Pas davantage Buenos Aires ne put accepter que les provinces dussent verser pour le fonctionnement du gouvernement un pourcentage des recettes provenant de leur commerce extérieur, attendu que Buenos Aires eût alors été la province à devoir contribuer le plus.
Les discussions durant les journées de juin aboutirent au rejet de l’accord par la législature portègne. Un coup d’État mené par Urquiza contraignit celle-ci à l’accepter momentanément, mais la révolution du 11 septembre 1852 permit aux opposants à l’accord de se porter au pouvoir. Ceux-ci le récusèrent alors officiellement.

## Conséquences de l’accord de San Nicolás
L’accord eut fondamentalement deux conséquences importantes : la première était la sanction, le 1er mai de l'année suivante, de la constitution de 1853, qui entra donc en vigueur au sein de la Confédération argentine, suivie de l’élection, l’année d'après, d’Urquiza comme premier président, pour un mandat de 6 ans ; la deuxième était la séparation de l’État de Buenos Aires d’avec le reste de la Confédération, situation qui allait perdurer jusqu’à 1860, date de la réintégration de Buenos Aires à la suite de la défaite militaire de Bartolomé Mitre face à Urquiza, dans la bataille de Cepeda en octobre 1859.